# Elsa Honorine Oyama Enye
Elsa Honorine Oyama Enye, née le 2 avril 1989, est une judokate congolaise.

## Carrière
Elle concourt dans la catégorie des moins de 48 kg.
Elle est médaillée de bronze aux Championnats d'Afrique de judo 2006 à Maurice, aux Jeux africains de 2007 à Alger, aux Championnats d'Afrique de judo 2008 à Agadir et aux Jeux de la Francophonie de 2009 à Beyrouth.